# Прапор Новоолексіївки
Прапор Новоолексіївки — офіційний символ смт Новоолексіївка Генічеського району, затверджений рішенням сесії селищної ради. Автор - І.Д.Янушкевич. 

## Опис
Квадратне полотнище розділене вертикально на дві смуги - древкову білу і вільну синю - в співвідношенні 1:4. На білій частині червоний вишитий візерунок, на синій три жовті колоски, центральний вертикальний, бічні вигнуті, центральний колос перетятий білою стилізованою залізничною емблемою.